# Cassis

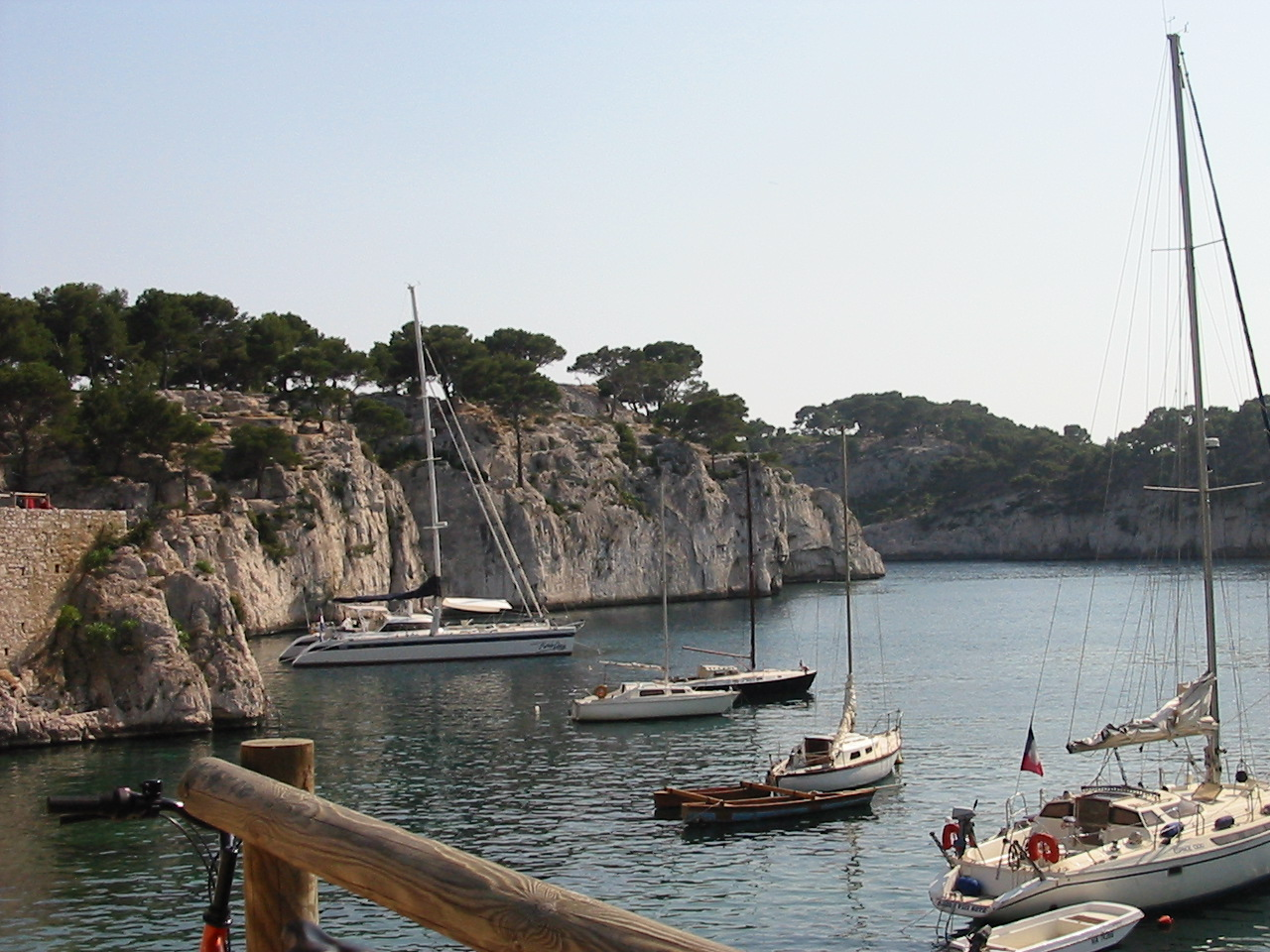
przystań w Cassis

Cassis – gmina we Francji, w regionie Prowansja-Alpy-Lazurowe Wybrzeże, w departamencie Delta Rodanu (13). Położona jest na wschodnich przedmieściach Marsylii, bezpośrednio przy Parku Narodowym Calanques i zachodnim krańcu Lazurowego Wybrzeża, między Marsylią (30 km) i Tulonem (42 km).
Według danych na rok 2021 gminę zamieszkiwało 6720 osób, a gęstość zaludnienia wynosiła 250 osób/km² (wśród 963 gmin regionu Prowansja-Alpy-W. Lazurowe Cassis plasuje się na 85. miejscu pod względem liczby ludności, natomiast pod względem powierzchni na miejscu 380.).
Dewiza miasta brzmi: Kto widział Paryż, a nie widział Cassis, ten nic nie widział.

## Transport
Z Marsylii prowadzi droga D 559 przez przełęcz Pass Col de la Gineste do Cassis. Mała górska droga widokowa otworzona w 1969 z widokiem na Morze Śródziemne i wybrzeże z najbardziej znanym klifem Cap Canaille.
Dalej w głębi lądu przebiega autostrada A 50 – połączenie z autostradą znajduje się około 5 kilometrów od centrum Cassis.
Miasto posiada też stację kolejową – Linia kolejowa Marseille – Ventimiglia leżąca około 2 km na północ od miasta z postojem pociągów regionalnych. Połączenie stacji z miastem obsługuje wahadłowy ruch autobusowy z czasem przejazdu ok. 15 minut.
Miejscowy port jest wykorzystywany przez prywatne łódki i małe kutry rybackie, oraz stateczki wycieczkowe do okolicznych zatoczek Calanque.

## Zabytki
- Wzgórze zamkowe – warowne miasto z XIV w., które w XIX w. popadło w ruinę. Obecnie po rekonstrukcji rozbudowane jako luksusowe apartamenty wakacyjne. Obecnie własność prywatna i nie można jej zwiedzać.
- Ratusz (Hôtel de ville): XVI-wieczny budynek z dużą klatką schodową i Salonem Honorowym (Salon d’honneur). Pozostałości kuchni ze średniowiecza.
- Trzynawowy kościół Saint-Michel: zbudowany w latach 1859–1867 z miejscowego kamienia w stylu neoromańskim.
- Maison de l’Europe: XVII-wieczny budynek z klasycystyczną fasadą z 1808. Monumentalne, zabytkowe schody.

## Galeria

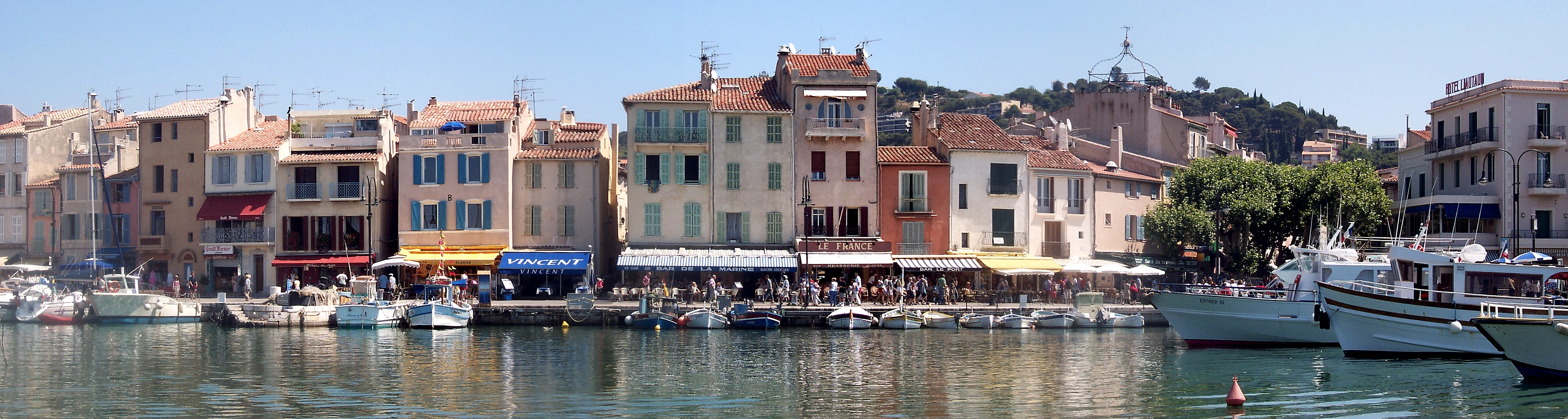
Cassis – panorama portu
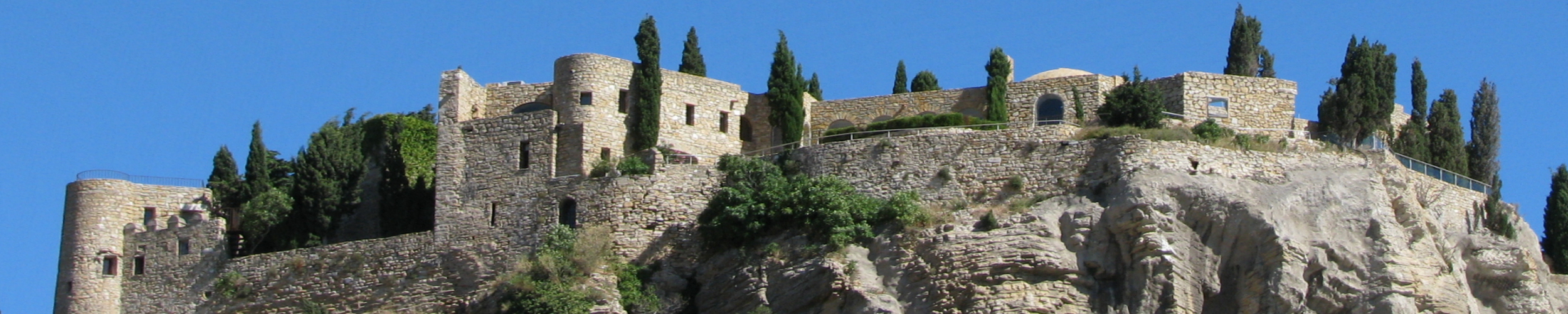
Cassis – Wzgórze zamkowe

## Turystyka
Cassis utrzymuje się głównie z turystyki, która od drugiej połowy XX w. stopniowo wypierała przemysł i handel. Znajduje się tu kilkanaście hoteli, które stosunkowo dyskretnie wpisują się w krajobraz miasta. Zakwaterowanie oferuje także pare pensjonatów i liczne apartamenty wakacyjne. Około 3 km od miasta znajduje się schronisko młodzieżowe. Na północy, w pobliżu drogi D 559, znajduje się także kemping Les Cigales.
Z Cassis od wiosny do jesieni kilka razy na godzinę wypływają łodzie na wycieczki krajoznawcze do Calanques. Trzy najbliższe calanques to Port-Miou, Port-Pin i En-Vau. Calanque to stroma dolina rzeki zalana przez morze. Cassis słynie również z wakacji nurkowych, ponieważ woda w Calanques jest bardzo czysta. Istnieją dwie publiczne plaże nadzorowane, piaszczysta Plage de la Grande Mer i kamienista Plage du Bestouan; Można także pływać w trzech innych niestrzeżonych zatokach lub na klifach.
Szlaki turystyczne wokół Calanques są dostępne jesienią i wiosną. Dostęp do Calanques jest regulowany od 1 czerwca do 30 września ze względu na ryzyko pożarów lasów. Ryzyko pożaru zależy od temperatury, opadów, siły wiatru, wilgotności roślinności oraz promieniowania słonecznego i ustalane jest przez prefekturę na podstawie prognoz pogody. Aktualne ograniczenia publikowane są w Internecie. Wjazd, poruszanie się i parkowanie pojazdów, z wyjątkiem ulic otwartych dla transportu publicznego, są zabronione przez cały rok. Ścieżka edukacyjna Sentier du Petit Prince na półwyspie w kierunku Port-Miou, która powstała ku pamięci Antoine’a de Saint-Exupéry’ego, jest zawsze czynna. Pisarz i pilot został zestrzelony w 1944 na otwartym morzu między Cassis a Marsylią. Wrak samolotu zlokalizowano w pobliżu Île de Riou w 2000 i wydobyto jesienią 2003.